# 에밀리아 페레즈
"에밀리아 페레즈"(스페인어: Emilia Pérez)는 2024년 개봉한 뮤지컬, 범죄 영화이다. 자크 오디아르가 감독과 각본을 맡았다. 2024년 칸 영화제 심사위원상, 여자배우상 수상작이자 황금종려상 경쟁 후보작이다.

## 출연

### 주연
- 카를라 소피아 가스콘[2] : 에밀리아 / 마니타스 역
- 조 샐다나 : 리타 역
- 셀레나 고메즈 : 제시 역

### 조연
- 아드리안나 파즈 : 에피파니아 역
- 에드가르 라미레스 : 구스타포 브런 역
- 마크 이바니어 : 와서맨 역
- 에두아르도 알라드로 : 벌링거 역

## 참고 사항
- 원래는 4장 구성의 오페라로 기획되어 있었던 작품이었다고 한다. 또한 커리어 최초로 오디아르 단독으로 쓴 각본작이다. 대신 주 협업자였던 토마 비드갱은 자문 역으로 크레딧에 올렸다.